# Unionismo in Irlanda
Con unionismo in Irlanda si intende un'ideologia che favorisce il mantenimento o il rafforzamento di legami politici e culturali tra l'Irlanda (in particolare l'Irlanda del Nord) e la Gran Bretagna.
Le relazioni politiche tra le due nazioni hanno raggiunto il loro picco nell'Atto di Unione che creò il Regno Unito di Gran Bretagna e Irlanda. Nel 1922 ventisei delle trentadue contee irlandesi ottennero l'indipendenza dal Regno Unito di Gran Bretagna e Irlanda, costituendo lo Stato Libero d'Irlanda (divenuto in seguito Repubblica d'Irlanda); le rimanenti sei contee andarono invece a costituire l'Irlanda del Nord e rimasero parte del Regno Unito. L'unionismo è oggi associato in particolare ai protestanti dell'Ulster, favorevoli al mantenimento della sovranità britannica in Irlanda del Nord, mentre i cattolici nordirlandesi si identificano generalmente nel nazionalismo irlandese. Particolare forma di unionismo è il lealismo dell'Ulster, che mette in risalto l'identità protestante secondo un'ottica etnoreligiosa.